# Alfonso Bertoldi
Alfonso Bertoldi (Bibbiano, 9 ottobre 1861 – Collegarola, 26 ottobre 1936) è stato uno scrittore italiano.
Alunno di Giosuè Carducci, fu direttore della rivista fiorentina Medusa e studioso di celebri autori quali Vincenzo Monti e Alessandro Manzoni.

## Biografia
Fu professore di italiano in diversi Licei:
- a Forlì, al Liceo Ginnasio Giovan Battista Morgagni (1887-1892)
- a Brescia (1892-93)
- a Modena (1893-96)
- a Firenze (1896-1913).

## Opere
- Per le nozze del sig. avv. Giuseppe Bongiovanni di Reggio nell'Emilia colla signora Fanny Bolasco Pintor-Pasella di Cagliari. Versi, Reggio-Emilia, Tipi di S. Calderini e figlio, 1881.
- Studio su Gian Vincenzo Gravina, prefazione di Giosuè Carducci, Bologna, Zanichelli, 1885.
- Dell'ode alla musa di Giuseppe Parini, Firenze, Sansoni, 1889.
- Il canto XIX dell'Inferno letto da Alfonso Bertoldi nella Sala di Dante in Orsanmichele, Firenze, G. C. Sansoni, 1900.
- Prose critiche di storia e d'arte, Firenze, Sansoni, 1900.
- La bella donna del Paradiso terrestre, Firenze, Ufficio della Rassegna nazionale, 1901.
- Il canto XI del Paradiso letto da Alfonso Bertoldi nella Sala di Dante in Orsanmichele, Firenze, G. C. Sansoni, 1903?
- Il canto XII del Paradiso letto da Alfonso Bertoldi nella Sala di Dante in Orsanmichele, Firenze, G. C. Sansoni, 1912?
- Nostra maggior musa, Firenze, G. C. Sansoni, 1921.

### Curatele
- Antonio Canova, Sei lettere autografe di Antonio Canova tratte dal Museo civico e raccolta Correr di Venezia da A. Bertoldi, Venezia, Tip. del commercio di M. Visentini, 1879.
- Giuseppe Parini, Le odi illustrate e commentate da Alfonso Bertoldi, Firenze, Sansoni, 1890.
- Vincenzo Monti. Poesie, scelte, illustrate e commentate da Alfonso Bertoldi, Firenze, Sansoni, 1891.
- Alessandro Manzoni, Poesie liriche con note storiche e dichiarative di Alfonso Bertoldi, Firenze, G. C. Sansoni, 1892.
- Vincenzo Monti, Lettere inedite e sparse di Vincenzo Monti raccolte, ordinate e illustrate da Alfonso Bertoldi e Giuseppe Mazzatinti, Torino-Roma,  L. Roux e c., 1893-1896.
- Pietro Giordani, Venti lettere inedite di Pietro Giordani con un discorso di Alfonso Bertoldi, Reggio nell'Emilia, Stab. degli Artigianelli, 1895.
- Alessandro Manzoni, Prose minori. Lettere inedite e sparse. Pensieri e sentenze con note di Alfonso Bertoldi, Firenze, G. C. Sansoni, 1896.
- Ugo Foscolo, Tre lettere inedite di Ugo Foscolo, a cura di Alfonso Bertoldi, Prato, Tip. Giachetti, figlio e C., 1903.